# ان‌جی‌سی ۲۹۷۶
ان‌جی‌سی ۲۹۷۶ یک کهکشان در صورت فلکی خرس بزرگ است که عضوی از گروه مسیه ۸۱ نیز به شمار می‌رود،

## نگارخانه

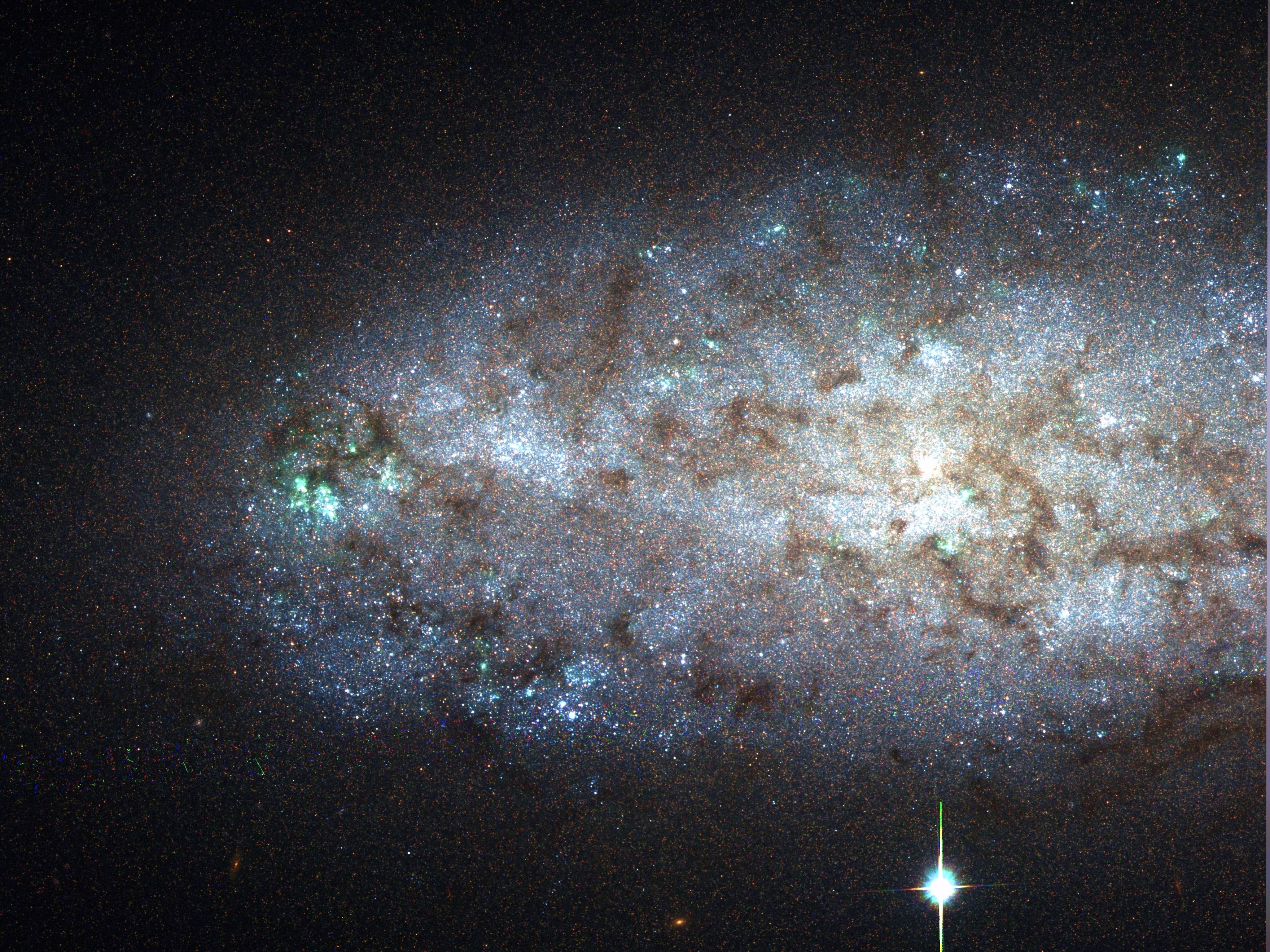
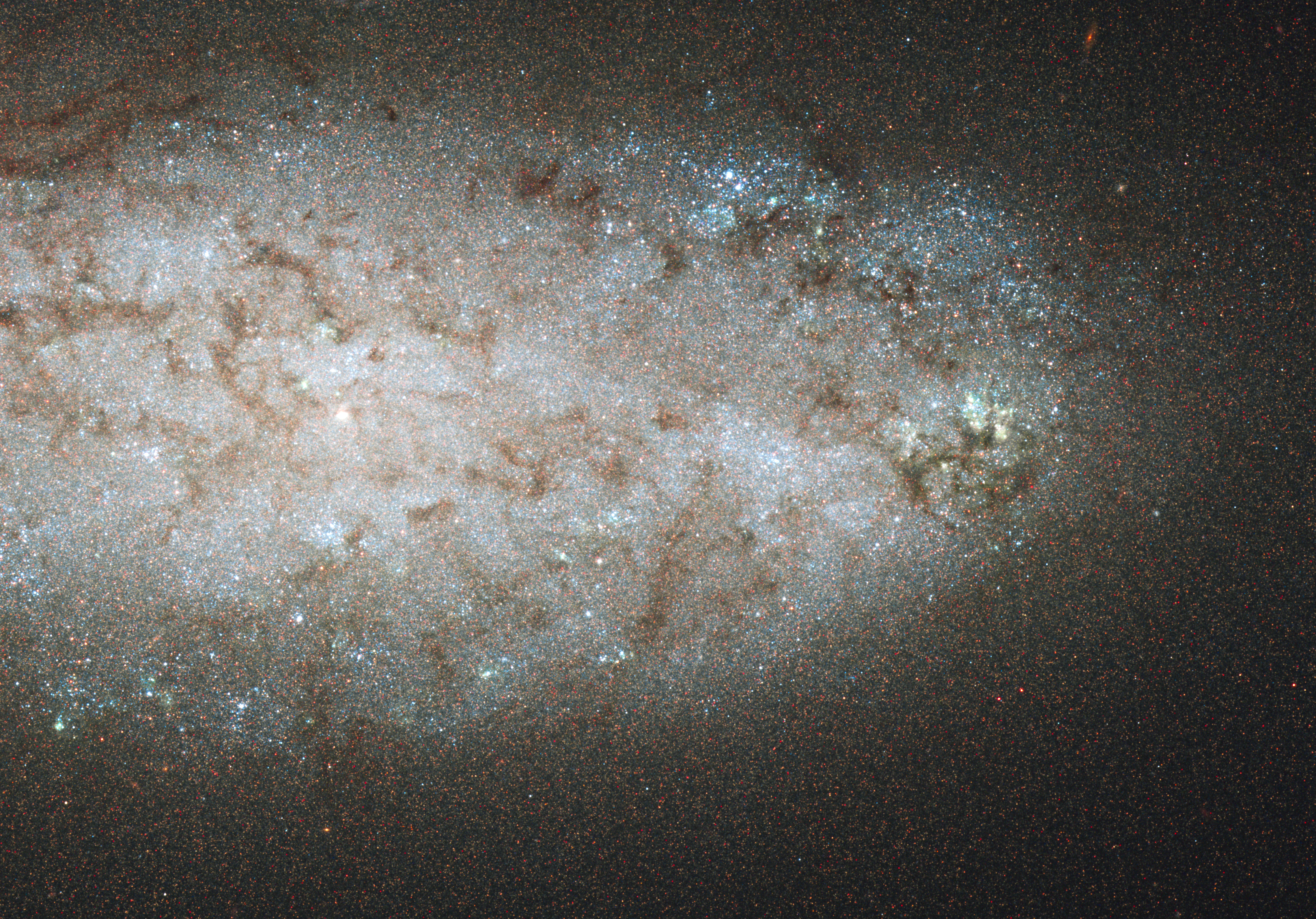